# الخرف (حبيش)

تعديل مصدري - تعديل

الخرف هي إحدى قرى عزلة المشيرق بمديرية حبيش التابعة لمحافظة إب، بلغ تعداد سكانها 576 نسمة حسب تعداد اليمن لعام 2004.